# Савицкая, Светлана Евгеньевна

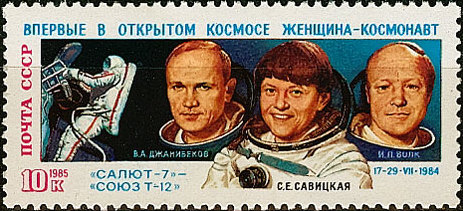
Владимир Джанибеков, Светлана Савицкая и Игорь Волк («Союз Т-12») на марке Почты СССР, 1985

Светла́на Евге́ньевна Сави́цкая (род. 8 августа 1948, Москва) — советский космонавт, лётчик-испытатель, педагог и общественный деятель, кандидат технических наук, майор военно-воздушных сил СССР. Вторая в мире женщина-космонавт после Валентины Терешковой. Совершила два полёта в космос. Первая в мире женщина-космонавт, вышедшая в открытый космос.
Дважды Герой Советского Союза (1982, 1984). Лётчик-космонавт СССР (1982). Заслуженный мастер спорта СССР (1970). Член КПСС/КПРФ с 1975 года.
Депутат Верховного Совета СССР (1989—1991). Депутат Государственной Думы Федерального Собрания Российской Федерации II, III, IV, V, VI, VII, VIII созывов от КПРФ (с 17 декабря 1995 года).
Единственная женщина — дважды Герой Советского Союза.
Из-за поддержки вторжения России на Украину находится под международными санкциями Евросоюза, США, Великобритании и ряда других стран.

## Биография
Родилась 8 августа 1948 года в Москве. Отец — советский лётчик и военачальник, участник Великой Отечественной войны, дважды Герой Советского Союза, маршал авиации Евгений Яковлевич Савицкий (1910—1990). Мать — Лидия Павловна Савицкая (1924—1986), в годы Великой Отечественной войны служила в 3-м истребительном авиационном корпусе, которым командовал Евгений Савицкий; впоследствии работала школьным учителем. Отец, выросший беспризорником, имел неординарные взгляды на воспитание дочери, с детства предоставлял ей полную свободу — школу Светлана посещала факультативно, но при этом училась на «отлично». Небо как профессию тоже выбрала сама.
В 1966 году окончила московскую школу № 637 (ныне ГБОУ «Школа № 1465 имени Адмирала Флота Советского Союза Н. Г. Кузнецова»). Поступила в Московский авиационный институт (МАИ), который окончила в 1972 году. Во время учёбы в МАИ также училась в Калужском авиационном лётно-техническом училище, которое окончила в 1971 году, получив квалификацию «лётчик-инструктор». С 1969 по 1977 год Светлана Савицкая входила в состав сборной команды СССР по пилотажному спорту, в 1970 году выиграла первенство мира по этому виду на поршневых самолётах в Великобритании. Установила 3 мировых рекорда по парашютному спорту в групповых прыжках из стратосферы и 18 авиационных рекордов на реактивных самолётах. В 1970 году ей было присвоено звание заслуженного мастера спорта СССР.
После окончания института работала лётчиком-инструктором, училась в школе лётчиков-испытателей. В 1976 году начала работать лётчиком-испытателем НПО «Взлёт». Выполняла полёты на самолётах «МиГ-21», «МиГ-25», «Су-7», «Ил-18», «Ил-28».
В 1975—1978 годах установила на учебно-боевом МиГ-25ПУ 4 женских рекорда высоты и скорости полёта:
- мировой рекорд скорости (2683,44 км/ч, 22 июня 1975 года);
- рекорд высоты полета (21 209,9 м, 31 августа 1977 года);
- рекорд скорости на дистанции 500 км (2466,1 км/ч, 21 октября 1977 года);
- рекорд скорости на замкнутом маршруте протяжённостью 1000 км (2333 км/ч, 12 апреля 1978 года).

С мая 1978 по июнь 1981 года работала лётчиком-испытателем Московского машиностроительного завода «Скорость» КБ А. С. Яковлева.
В августе 1980 года была командирована в отряд лётчиков-космонавтов. В июне 1981 года назначена космонавтом-исследователем от ММЗ «Скорость».

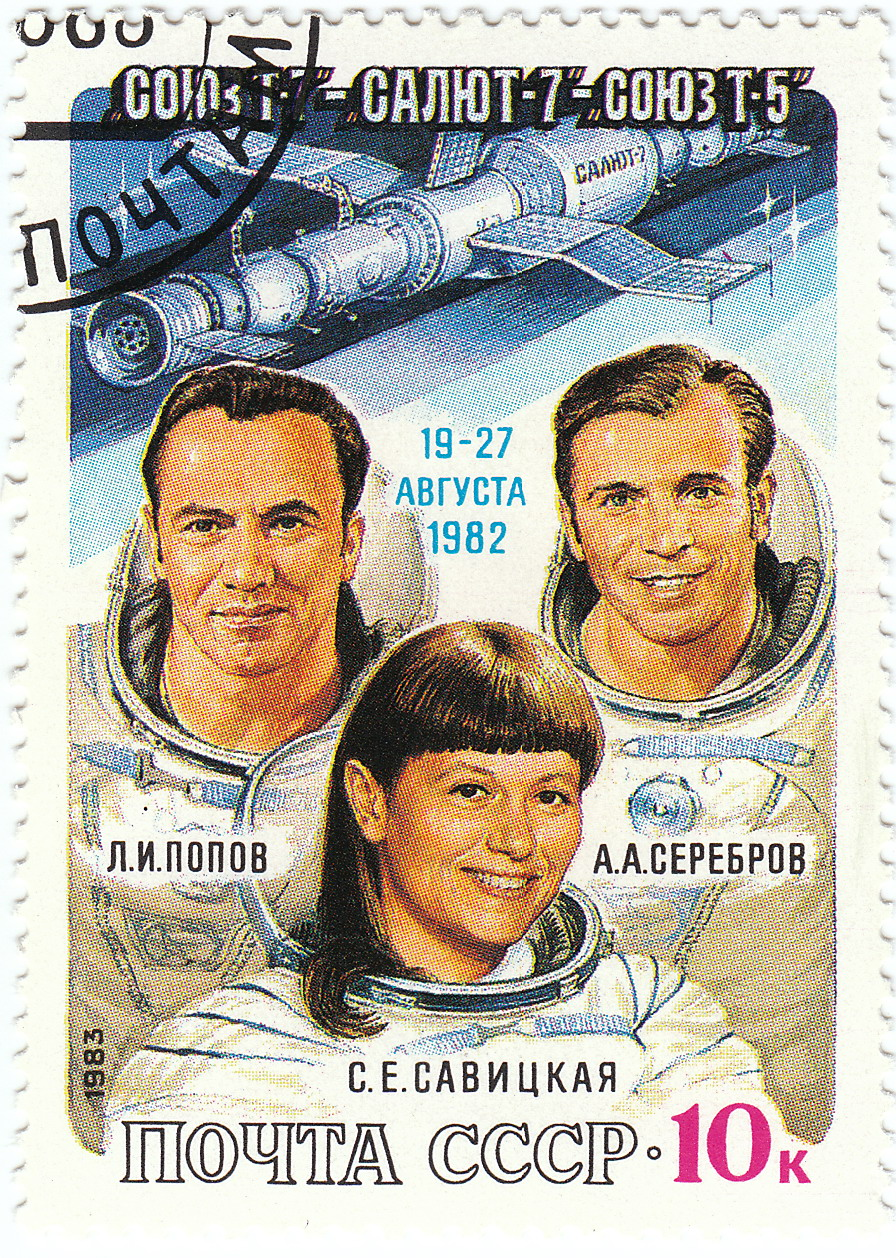
Экипаж орбитальной станции «Салют-7»: Л. И. Попов,
С. Е. Савицкая, А. А. Серебров

В 1982 году в качестве космонавта-исследователя совершила полёт на кораблях «Союз Т-5», «Союз Т-7» и орбитальной станции «Салют-7».
В 1984 году в качестве бортинженера совершила полёт на корабле «Союз Т-12» и орбитальной станции «Салют-7». Во время полёта первой из женщин совершила выход в открытый космос.
Готовилась к полёту на станцию «Салют-7» в 1986 году на корабле «Союз Т-15C» в качестве командира первого в мире полностью женского экипажа (три женщины-космонавта), но этот полёт не состоялся.
Из отряда космонавтов Савицкая ушла в звании майора в октябре 1993 года в связи с выходом на пенсию.
Статистика
| # | Стартовый корабль | Старт, UTC        | Экспедиция | Корабль посадки | Посадка, UTC      | Налёт                      | Выходы в открытый космос | Время в открытом космосе |
| - | ----------------- | ----------------- | ---------- | --------------- | ----------------- | -------------------------- | ------------------------ | ------------------------ |
| 1 | Союз Т-7          | 19.08.1982, 17:12 | Салют-7    | Союз Т-5        | 27.08.1982, 15:04 | 07 суток 21 час 52 минуты  | 0                        | 0                        |
| 2 | Союз Т-12         | 17.07.1984, 17:41 | Салют-7    | Союз Т-12       | 29.07.1984, 12:55 | 11 суток 19 часов 14 минут | 1                        | 0 суток 3 часа 33 минуты |
|   |                   |                   |            |                 |                   | 19 суток 17 часов 06 минут | 1                        | 0 суток 3 часа 33 минуты |

С 1993 года преподаёт в Московском авиационном институте, доцент, кандидат технических наук.
В 1993 году выдвигалась 1-м номером регионального списка «Гражданского союза» по городу Москве, избиралась от КПРФ.
7 февраля 2014 года на церемонии открытия зимних Олимпийских игр 2014 года в Сочи имела честь поднять флаг Российской Федерации в составе группы космонавтов Советского Союза и России во главе с Сергеем Крикалёвым.

## Законотворческая деятельность
С 1996 по 2019 год, в течение исполнения полномочий депутата Государственной Думы II, III, IV, V, VI и VII созывов, выступила соавтором 43 законодательных инициатив и поправок к проектам федеральных законов.

## Семья
Муж Виктор Станиславович Хатковский (род. 1944), лётчик, инженер-конструктор Московского машиностроительного завода имени Ильюшина. Сын Константин (род. 08.10.1986).
Брат — Евгений Савицкий (род. 1958).

## Заслуги

### Награды

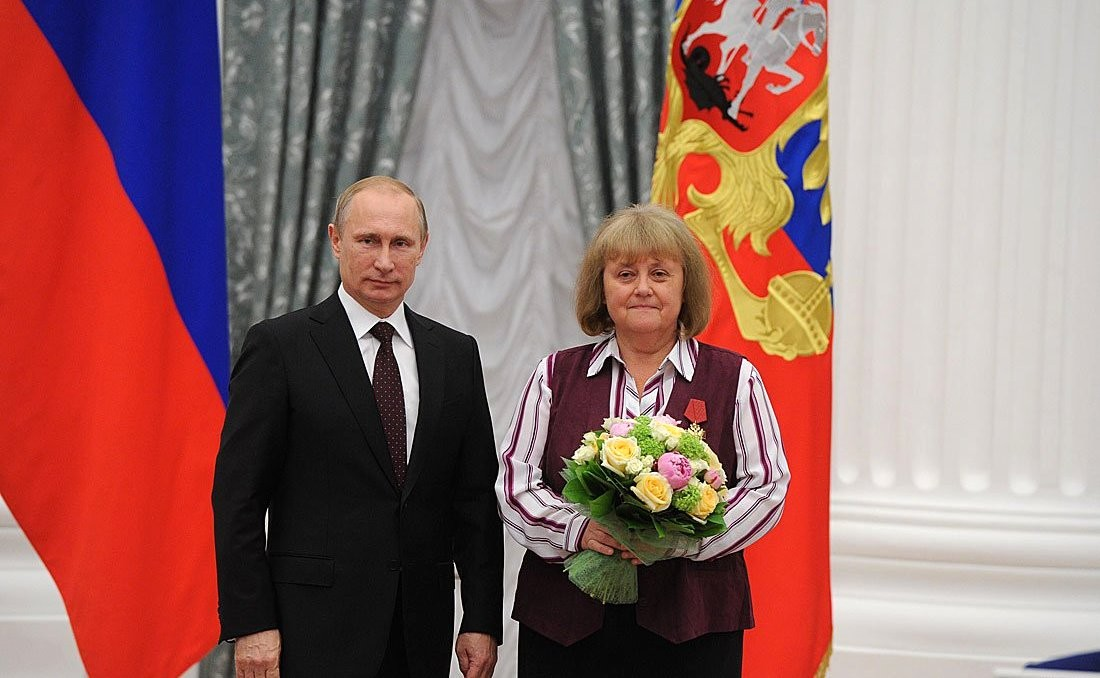
Награждение Орденом «За заслуги перед Отечеством» IV степени.
31 июля 2014 года

- дважды Герой Советского Союза (1982, 29 июля 1984), единственная женщина — дважды Герой Советского Союза[17];
- орден «За заслуги перед Отечеством» III степени (29 апреля 2019 года) — за большой вклад в развитие парламентаризма, активную законотворческую деятельность и многолетнюю добросовестную работу[18];
- орден «За заслуги перед Отечеством» IV степени (25 марта 2014 года) — за достигнутые трудовые успехи, значительный вклад в социально-экономическое развитие Российской Федерации, заслуги в освоении космоса, гуманитарной сфере, укреплении законности и правопорядка, многолетнюю добросовестную работу, активную законотворческую и общественную деятельность[19];
- два ордена Ленина (1982, 29 июля 1984)[17];
- орден «Знак Почёта» (1976)[17];
- медаль «За заслуги в освоении космоса» (12 апреля 2011 года) — за большие заслуги в области исследования, освоения и использования космического пространства, многолетнюю добросовестную работу, активную общественную деятельность[20].
- медаль Алексея Леонова (Кемеровская область, 2015) — за совершённый в 1984 году выход в открытый космос[21];
- орден «За заслуги перед Партией» (КПРФ, 2016)[22]
- золотая медаль и 18 дипломов Международной федерации аэронавтики;
- 16 золотых спортивных медалей СССР;
- специальная медаль за установление женского мирового рекорда пребывания в открытом космосе[17];
- именем С. Е. Савицкой названы две малые планеты — астероид (4118) Света, открытый 15 октября 1982 года советским астрономом Людмилой Журавлёвой[23] и и № 4303 (Савицкая)[17].

### Звания
- Заслуженный мастер спорта СССР (1970).
- Лётчик-космонавт СССР (1982).
- Лётчик-испытатель 2-го класса
- Почётный гражданин города Калуги (1983).
- Почётный гражданин города Вязьмы (1997).
- Почётный житель Останкинского района города Москвы (2008).

### Признание

Портрет С. Е. Савицкой, Парк покорителей космоса им. Юрия Гагарина

- Барельеф-портрет С. Е. Савицкой установлен в Парке покорителей космоса им. Юрия Гагарина, открытом 9 апреля 2021 года в Саратовской области.

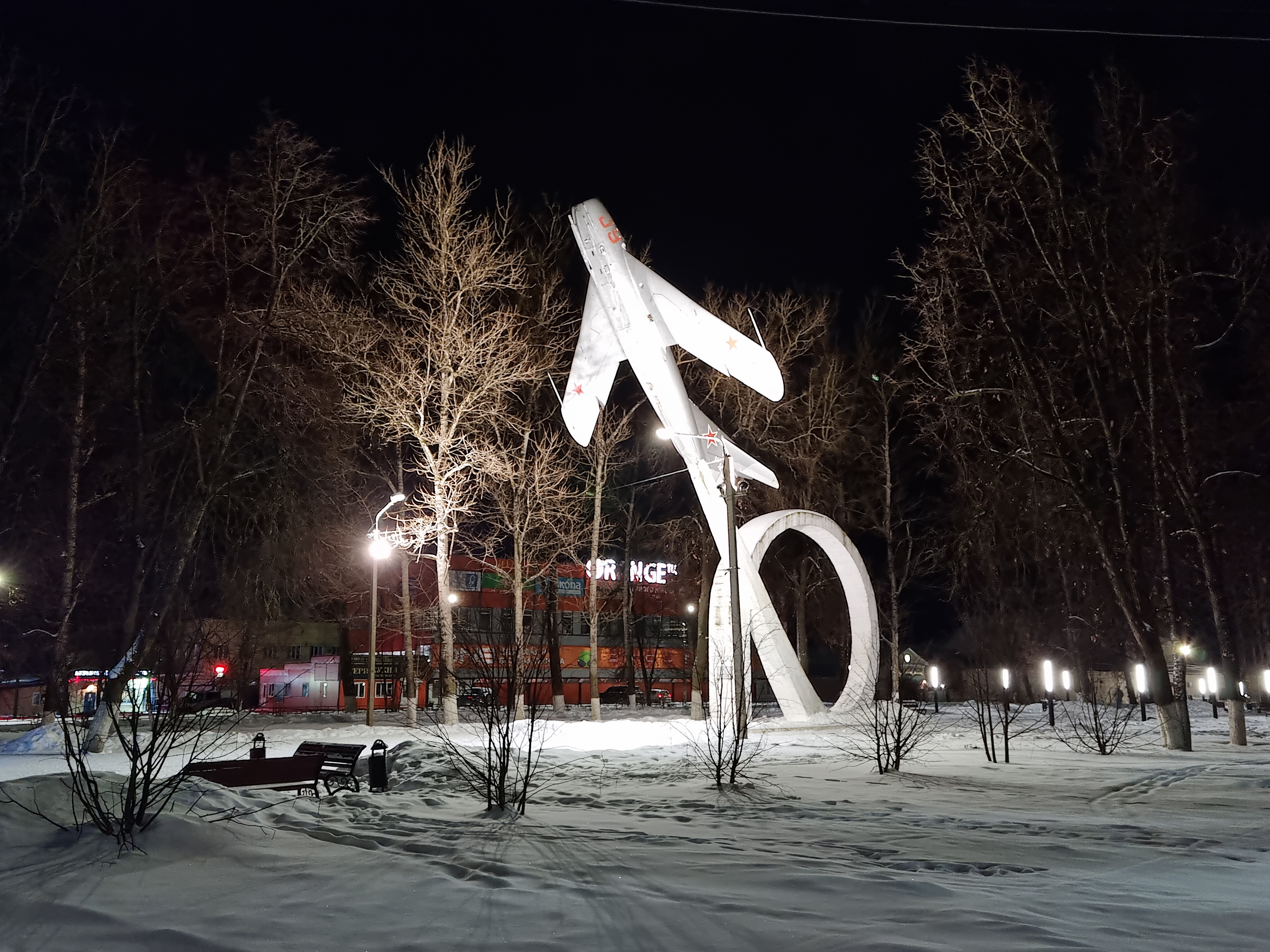
Сквер Светланы Савицкой и Миг-17 (Вязьма)

- С 1984 года — сквер имени Савицкой в Вязьме (перекресток улиц 25 Октября и Репина) с мемориальным «МиГ-17».

## Санкции
25 февраля 2022 года, на фоне вторжения России на Украину, включена в санкционный список стран Евросоюза в ответ на решение России признать территории Донецкой и Луганской областей Украины и на решение об отправке туда российских войск.
11 марта 2022 года внесена в санкционный список Великобритании «за признание независимости двух регионов в Украине».
30 сентября 2022 года была внесена в санкционный список США в ответ на фиктивные референдумы и аннексию территорий Украины российскими силами. Государственный департамент отмечает, что депутаты единогласно приняли закон о фейках, а некоторые депутаты сыграли ключевую роль в распространении «российской дезинформации о войне».
23 февраля 2023 года включена в санкционный список Канады «соратников режима», так как она «голосовала за законодательство, связанное с вторжением и попыткой аннексии четырех регионов Украины».
По аналогичным основаниям находится в санкционных списках Швейцарии, Австралии, Японии, Украины и Новой Зеландии.

## В кино
- Салют-7 (фильм)